# Водопад Тупавица
Водопад Тупавица налази се на 5 km и 400 метара од села Дојкинци на Старој Планини, на 1050 метара надморске висине. У току најврелијег периода године, уколико је година сушна, слап воде је мањи него иначе и тада она само капље преко стена. Чиста и хладна вода пада са висине од око 15 метара преко стена црвене боје.

## Локација
Водопад Тупавица налази се у близини села Дојкинци на Дојкиначкој реци, на надморској висини од 1050. Налази се у центру Старе планине, због чега се сматра најприступачнијим у односу на остале водопаде. Од места Дојкинци, узводно уз Дојкиначке реку, до водопада Тупавица потребно је сат ипо времена.

## Туристички значај
Водопад Тупавица има изузетан туристички значај, како због свог положаја у срцу Старе планине, тако и због своје висине од 25 метара и фасцинантне лепоте. Најпогоднији период за обилазак водопада је пролеће или јесен, под условом да није била сушна година. Под условом да је сушна година, у току најтоплијег периода, вода капље преко стена. У оптималним условима, у период пролећа и лета, водопад се приказује у пуној лепоти, тиме што се слапови воде спуштају низ литицу од пешчара. Старопланински водопади познати су по томе, да осим у период пролећа и лета представљају туристичку атракцију и у зимским данима, када потпуно залеђени представљају ремек-дела природе.

## Галерија
- Водопад Тупавица